# Club Deportivo Gallitos

El Club Deportivo Gallitos es un club de fútbol de la Segunda división de la Liga Nacional de Fútbol de Puerto Rico de Rio Piedras.

## Temporada 2008
El club terminó la temporada  2-2.

## Liga Nacional 2009
El club debutó ante el club San Juan United al que ganó por 4-0. Terminó la temporada en tercer lugar de la división este con 29 puntos en 15 partidos. Qualificando a la postemporada perdiendo ante Club Yaguez 6 a 2 en la primera ronda.